# جیمز کالاتا
جیمز آرتور کالتا (انگلیسی: James Arthur Calata؛۲۲ ژوئیهٔ ۱۸۹۵ – ۱۶ ژوئن ۱۹۸۳) کشیش و سیاستمدار اهل آفریقای جنوبی بود.
او از سال ۱۹۳۶ تا ۱۹۴۹ دبیرکل کنگره ملی آفریقا بود.